# Congettura di Bunjakovskij
La congettura di Bunjakovskij, formulata nel 1857 dal matematico russo Viktor Bunjakovskij, afferma che per ogni polinomio a coefficienti interi p tale per cui:
1. p è irriducibile
2. p è di grado 2 o maggiore
3. gli infiniti valori p(n) generati al variare dell'argomento nei naturali sono coprimi (ovvero hanno massimo comun divisore pari a uno)

la sequenza p(n) contiene infiniti numeri primi. I polinomi che soddisfano le summenzionate condizioni sono anche noti come polinomi di Bunjakovskij.
La seconda condizione esclude i polinomi irriducibili di primo grado, per i quali l'asserto era già stato dimostrato nel 1835 da Dirichlet (teorema di Dirichlet).
La terza condizione esclude invece i polinomi per i quali l'asserto è banalmente falso: se i p(n) sono tutti multipli di un comune divisore d maggiore di 1, l'insieme può contenere al più un unico numero primo. Un esempio è il polinomio {\displaystyle p(n)=n^{2}+n+4}, i cui valori generati sono tutti pari.
La congettura di Bunjakovskij è una generalizzazione della quinta congettura di Hardy-Littlewood, la quale afferma che la sequenza {\displaystyle p(n)=n^{2}+1} contiene infiniti numeri primi:
| n      | 1 | 2 | 4  | 6  | 10  | 14  | 16  | 20  | 24  | 26  | 36   | ... |
| n2 + 1 | 2 | 5 | 17 | 37 | 101 | 197 | 257 | 401 | 577 | 677 | 1297 | ... |

Allo stato attuale non solo non è noto se i polinomi di Bunjakovskij generino infiniti numeri primi, ma non è nemmeno provato che tali polinomi generino sempre almeno un numero primo.